# Chellsie Memmel
Chellsie Marie Memmel (West Allis, 23 de junho de 1988) é uma ex-ginasta norte-americana, que disputou a modalidade artística pelos Estados Unidos.
Nascida em uma família envolta com as práticas das ginástica, Memmel começou a disputar na elite da modalidade artística em 2000. Em 2003, entrou para a elite sênior nacional, e em 2005, tornou-se a terceira mulher norte-americana a conquistar o individual geral em um Campeonato Mundial. Em 2008, participou dos Jogos Olímpicos de Pequim. Entre outras de suas conquistas, estão duas medalhas de ouro mundiais e uma olímpica de prata, na prova coletiva. Em Pan-Americanos, conquistou quatro medalhas em uma única edição, três delas de ouro.
Em outros compromissos, ao lado dos demais olímpicos da ginástica norte-americana, esteve em turnê nacional com o The Gymnastics Superstars Tour, que teve duração de setenta dias.

## Biografia
Chellsie é a irmã mais velha de Mara e Skyler, e a primogênita do casal Jeanelle e Andrew Memmel, ginastas na época de faculdade, vencedores de alguns campeonatos universitários. Assim como acontece com sua companheira de equipe Nastia Liukin, Chellsie vem de uma família envolvida com a ginástica, filha de pais treinadores, que possuem um ginásio de treinamento próprio. Suas irmãs também seguiram influenciadas e foram ambas ginastas. Mara, dedicada à modalidade artística, pratica sua formação treinando jovens alunas no ginásio da família; já Skyler trabalha com crianças da ginástica rítmica e da artística, no programa olímpico júnior, que busca atletas de elite para a nação.
Memmel, assim como a compatriota Nastia, é tutorada por seu pai desde o começo da carreira, também no ginásio da família, o M&M Gymnastics, localizado em West Allis, local onde nasceu e mora com a família. Quando seus treinos começaram a se intensificar, o pai optou por faze-la treinar com outro, Jim Chudy, pensando não desenvolver todo o potencial da filha. No entanto, a parceria entre os dois não durou e a jovem voltou a treinar com Andrew no ano olímpico de 2004. Chellsie formou-se em 2006, na West Allis Central High School, e passou a pensar na carreira e no futuro: planeja seguir os passos dos pais e fazer o que as irmãs já fazem, ao dizer que pretende tornar-se técnica da modalidade, já que para ela a ginástica é algo natural que sempre fez parte de sua vida tanto profissional, quanto pessoal. Com uma carreira interrompida em determinadas passagens importantes devido a lesões, é considerada no meio como uma ginasta obstinada e focada em seus projetos, sempre superando os obstáculos com vigor. Em sua rotina, além de aproveitar a companhia da cadela Tasha, gosta de levar uma vida tranquila, preferindo ler e sair com os amigos para o cinema, a figurar sempre na mídia.

## Carreira
Challsie começou a praticar assim que conseguiu firmar-se no chão. Com os pais técnicos, o caminho não foi difícil e logo deu início a um básico treinamento gímnico. Seus aparelhos de melhor constância e resultados são as barras assimétricas.

### EUA Júnior
Em 1996, aos oito anos, começou seu treinamento para ser uma atleta nacional. Quatro anos mais tarde, aos doze, surgiram suas primeiras competições na elite júnior do país. No Estados Unidos vs. França, na cidade de Saint-Étienne, Memmel conquistou a medalha de ouro por equipes e a prata no individual geral, sendo esta sua primeira medalha individual internacional pelos Estados Unidos. No mesmo ano, na Copa Porto Rico, em San Juan, conquistou sua primeira medalha de ouro em um individual geral. Na trave de equilíbrio, foi medalhista de ouro, e nos exercícios de solo, subiu ao pódio novamente como vencedora na competição. Já nas barras assimétricas, foi a vice-campeã. No ano de 2002, ainda na divisão júnior, Memmel participou de sua primeira competição internacional de grande porte, o International Gymnastics Tournament, realizado em Curitiba, Brasil. Nele, conquistou duas medalhas: a primeira delas, coletiva, foi a prata por equipes; a segunda, de bronze, veio em seu aparelho de melhor desempenho, as barras assimétricas. Nesse mesmo ano, na Estados Unidos vs. Bélgica, realizada em território nacional, subiu ao pódio por mais seis vezes em seis finais possíveis: saiu-se vencedora nas provas por equipes, no individual geral, nas barras assimétricas e no solo; foi medalhista de prata na trave; e por fim, terceira colocada no salto. No torneio nacional, o American Classic, realizado em Indianápolis, Chellsie obteve como melhor colocação um quarto lugar, obtido na trave de equilíbrio. Em seu melhor aparelho, não ultrapassou a décima posição.

### EUA Sênior

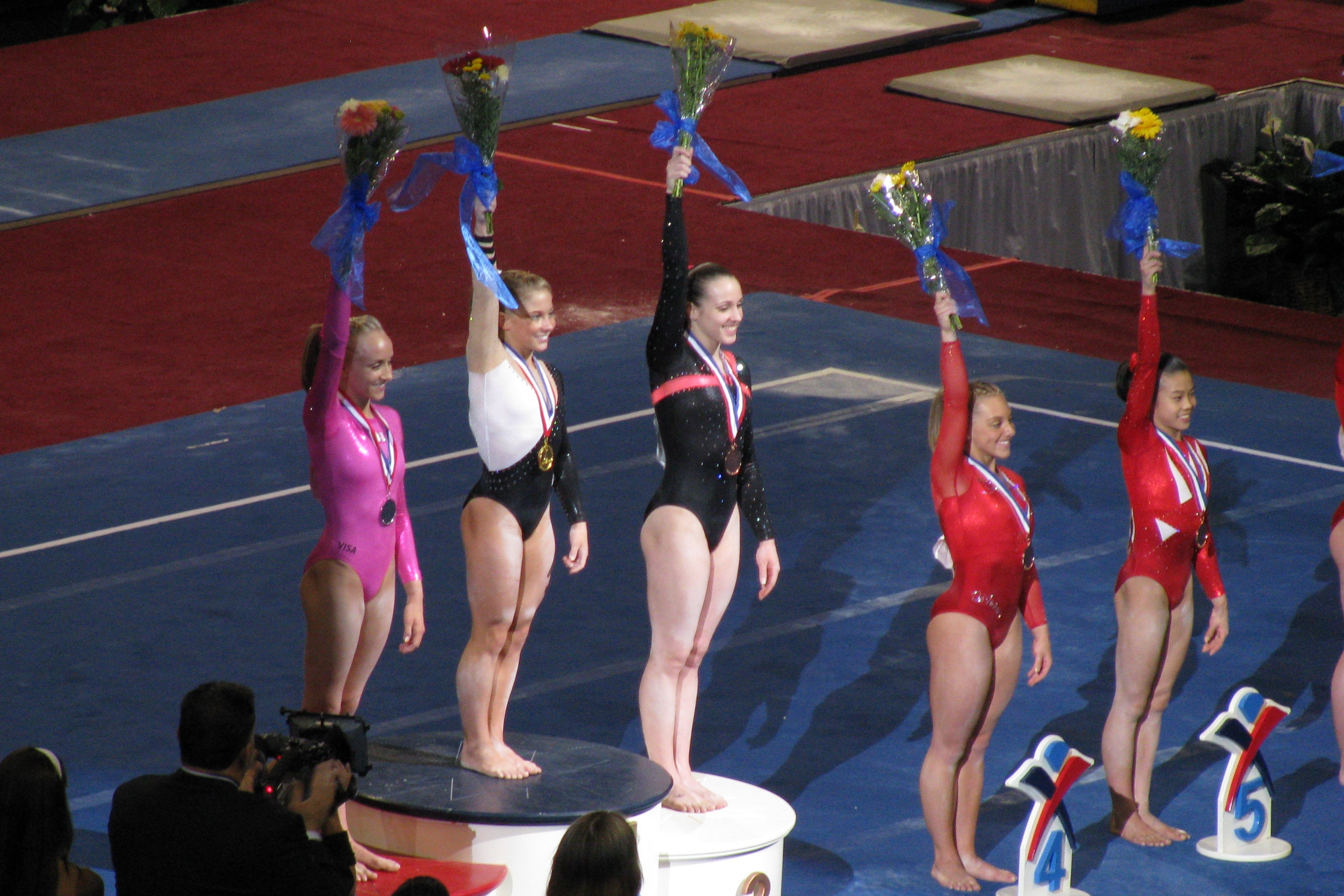
Memmel, no pódio do Campeonato Americano 2008, com a terceira posição

Memmel iniciou-se como sênior em 2003, aos quinze anos. Sua primeira competição foi o Pacific Challenge, na Califórnia, no qual os Estados Unidos ficaram em primeiro lugar na prova coletiva e Chellsie ainda conquistou outra primeira posição, nas assimétricas. A seguir, no mesmo ano, a ginasta também participou do Campeonato Mundial de Ginástica Artística, em Anaheim e do Pan-Americano de Santo Domingo, na República Dominicana. Quase no fim do ano, a ginasta sofreu uma lesão que a impediu de participar dos Jogos Olímpicos de Atenas. Contudo, no fim de 2004, já recuperada, Memmel competiu na Final da Copa do Mundo de Ginástica Artística realizada na Grã-Bretanha, na qual conquistou a medalha de ouro nas barras assimétricas. No Campeonato Pan Americano Individual, decorrido na Venezuela, a ginasta conquistou mais dois primeiros lugares: novamente nas assimétricas e agora também na trave. Para encerrar o ano, na Copa América Visa, em Nova Iorque, Memmel conquistou a prata nas barras e os bronzes do individual geral e da trave de equilíbrio.
No ano de 2005, em todas as competições de que participou, saiu com medalhas, tanto nacional quanto internacionalmente: a Copa América, o Estados Unidos vs. Grã-Bretanha e o Estados Unidos vs. Suíça, renderam a Memmel medalhas de ouro por equipes e nas assimétricas, prata também nas assimétricas e bronze na trave. Nesse mesmo ano ainda competiu no Mundial de Melbourne e no Campeonato Visa, em Indianapolis, no qual conquistou a prata no all around, nas paralelas assimétricas e na trave, e o bronze nos exercícios de solo. No ano seguinte, a ginasta norte-americana conquistou uma medalha de bronze no Campeonato Visa, de edição realizada em St. Paul, ao encerrar sua participação na final do solo. Em seguida, participou do Campeonato da Aliança do Pacífico, no qual obteve três medalhas de ouro: equipe, individual geral e trave; e uma de prata, no solo.
Em 2007, participou da Copa Toyota, no Japão e terminou a competição com a medalha de ouro no solo e a de prata na trave. Em seguida, na Good Luck Beijing International Tournament, realizada na China, Memmel conquistou o bronze na trave de equilíbrio e nos exercícios de solo, além de uma vaga para as Olimpíadas de Pequim 2008. No ano seguinte, Chellsie, durante o Campeonato Visa de edição realizada em Boston, conquistou a segunda colocação nas barras assimétricas e o terceiro lugar no individual geral. Em seguida, no Pré-Olímpico, realizado na Filadélfia, conquistou três pratas e um bronze: a primeira medalha, de bronze, veio no all around; depois, nas disputas individuais por aparelhos, a ginasta conquistou a segunda colocação nas assimétricas, na trave e por fim, no solo. Internacionalmente, no Friendship International Exchange, a jovem conquistou duas medalhas: a primeira, de bronze, fora no concurso geral, seguida da medalha de ouro nas barras.
Em outubro de 2009, semanas antes do evento, a ginasta anunciou sua retirada da equipe que atuou no Campeonato Mundial de Londres, ao não conseguir preparar-se fisicamente. Com Chellsie, essa foi a quarta desistência da equipe olímpica norte-americana, após Nastia Liukin, Shawn Johnson e Samantha Peszek. Em julho do ano seguinte, em seu retorno as competições, disputou o CoverGirl Classic, realizado na cidade de Chicago. Competidora dos quatro aparelhos, não cometeu erros graves e encerrou medalhista de prata no individual geral, 0,300 ponto atrás da primeira colocada, Alexandra Raisman. No mês seguinte, no Campeonato Nacional, voltou a competir nos quatro aparelhos, porém, durante o segundo dia de competição, sofreu uma lesão no ombro após uma queda nas barras assimétricas. Optando por não finalizar a rotina, encerrou na oitava colocação no individual geral e medalhista de prata na trave de equilíbrio. Após, foi novamente inserida na equipe nacional principal norte-americana e viajou ao Acampamento Karolyi, no Texas, para participar da seleção que definiria as ginastas que disputariam o Mundial e os Jogos Pan-americanos. Não recuperada da lesão sofrida, foi anunciada apenas como integrante da equipe que disputaria o evento em Guadalajara. Contudo, foi retirada da lista de participantes em 23 de setembro, para passar por uma cirurgia no bíceps lesionado. Em entrevista, anunciou que o tempo de recuperação seria de três meses. Em novembro de 2012, após não ter sido selecionada para integrar a equipe que disputou as Olimpíadas de Londres, anunciou oficialmente sua aposentadoria do esporte.

## Jogos Pan-Americanos

### Santo Domingo 2003
Em sua primeira participação em Jogos Pan-Americanos, na cidade de Santo Domingo, 2003, Chellsie competiu em quatro das seis possíveis finais.
Ao lado de Nastia Liukin, Allyse Ishino, Courtney McCool, Marcia Newby e Tia Orlando, a atleta estreante subiu ao pódio na primeira colocação, após o time totalizar 148,982, quase quatro pontos a frente das vice-campeãs, as brasileiras. Em seguida, nessa edição disputadas aos quinze anos, conquistou ainda três medalhas individuais: no concurso geral, Memmel pela segunda vez terminou com o primeiro lugar, ao atingir o somatório final de 37,962, suficiente para permanecer à frente de sua companheira de equipe, Liukin, e da brasileira Daniele Hypólito, que foram as medalhistas de prata e bronze respectivamente. Para Nastia, foram menos de 0,100 ponto de diferença. Nas finais por aparelhos, esteve de fora das disputas dos exercícios de solo e do salto sobre a mesa. Nas barras assimétricas, com a pontuação de 9,575, conquistou sua terceira vitória na competição, mais uma vez à frente de Daniele Hypólito e da compatriota Liukin, agora a terceira colocada. Por fim, na trave de equilíbrio, foi superada por suas duas adversárias deste campeonato, Nastia Liukin e Daniele Hypólito, e encerrou a prova com a medalha de bronze, em um total atingido de 9,462, quase 0,100 atrás de Liukin, a vencedora.
Desse modo, em sua única participação pan-americana até então, conquistou um total de quatro medalhas em quatro finais disputadas, três delas de ouro.

## Campeonato Mundial de Ginástica Artística

### Anaheim 2003
Na cidade norte-americana de Anaheim, em sua estreia em Campeonatos Mundiais, aos quinze anos, Memmel foi selecionada para a seleção de última hora e classificou-se para quatro finais, o que a tornou uma das estrelas da elite da ginástica nacional. Na qualificatória coletiva, os Estados Unidos conquistaram o direito de disputar a final ao somarem a terceira maior nota, 147,697, atrás de China e Romênia. Individualmente, no total de pontos obtidos, a ginasta foi a segunda melhor colocada, com o total de 37,449, superada pela espanhola Elena Gomez.
A primeira final disputada, por equipes, foi ao lado das companheiras Courtney Kupets, Terin Humphrey, Carly Patterson, Tasha Schwikert e Hollie Vise. Nela as estadunidenses, após totalizarem 112,573 pontos, conquistaram pela primeira vez em sua história um título coletivo mundial. Na sequência, na prova do individual geral, Memmel foi, ao lado da compatriota Patterson, uma representante dos Estados Unidos. Nesse evento, conquistado pela russa Svetlana Khorkina, foi a oitava colocada após somar 36,974 pontos, empatar com a ucraniana Alina Kozich e ficar a frente de outra russa, Anna Pavlova. Nos aparelhos, disputou suas outras duas finais: na trave de equilíbrio, foi sexta colocada, em disputa vencida pela chinesa Fan Ye; já nas barras assimétricas, encerrou sua participação com a conquista de sua segunda medalha de ouro na edição, ao empatar com a companheira de seleção Vise, com 9,612 pontos, a frente de outra especialista no aparato, a britânica Beth Tweddle.

### Melbourne 2005
Neste Mundial pós-olímpicos, realizado na Austrália, não houve a competição por equipes, então, individualmente, Chellsie qualificou-se para três finais, tendo a segunda melhor nota no concurso geral, de 37,412, superada pela compatriota Nastia Liukin.
Na primeira final, a do geral individual, totalizou 37,824 pontos e conquistou a terceira medalha de ouro de uma norte-americana neste evento, após superar a compatriota Liukin em 0,001 ponto. Com o resultado, juntou-se a Kim Zmeskal e Shannon Miller, anteriores vencedoras desta prova. Nos aparelhos, disputou a final das barras assimétricas, na qual pontuou 9,587 e encerrou com a medalha de prata, após ser superada pela companheira de equipes, Nastia, resultado este repetido na última final disputada, da trave de equilíbrio, na qual sua nota foi inferior em 0,100 a da estreante.
Ao fim desta edição de Mundial, Memmel havia conquistado três medalhas, somadas a suas conquistas anteriores, que lhe deram um total até então, de cinco pódios.

### Aarhus 2006
Neste campeonato, realizado na Dinamarca, Memmel classificou-se individual e coletivamente. Disputando esta edição agora aos dezoito anos, foi a primeira qualificada para a prova do individual geral, ao somar 61,350 e ficar a frente de sua compatriota Jana Bieger. Na final por equipes, ao lado de Jana Bieger, Alicia Sacramone, Anastasia Liukin, Natasha Kelley e Ashley Priess, atingiu a nota final de 181,350, suficiente parao vice-campeonato, após serem superadas pela seleção chinesa de Cheng Fei. Individualmente, apesar da qualificação, não disputou nenhuma prova devido a uma lesão sofrida durante a competição, sendo, inclusive substituída por Priess na prova do concurso geral.

## Jogos Olímpicos

### Pequim 2008
Em sua estreia em Olimpíadas, na edição de Pequim, China, Memmel, apesar de lesionada no pé, colaborou mais uma vez com a equipe. Ao lado de Shawn Johnson, Nastia Liukin, Alicia Sacramone, Bridget Sloan e Samantha Peszek, a equipe norte-americana classificou-se para a prova coletiva com a segunda maior nota, ao totalizarem 246,800, quase dois pontos atrás das chinesas. Durante as rotações, a atleta representou a nação somente nas barras assimétricas, aparelho no qual tirou a terceira maior nota, 15,050. Apesar de ter se mantido na primeira colocação por três rodadas, nas assimétricas as ginastas atingiram a terceira colocação, o que na média as deixou em segundo lugar na qualificatória geral. Memmel, individualmente, tendo disputado apenas um aparelho, foi a 95ª ginasta no ranking geral de classificação, e a quinta entre as estadunidenses, permanecendo a frente de Peszek. Em seu específico aparelho não pôde ir à final, pois com sua nota, terminou na 16ª posição, deixando Liukin como única representante na final do aparelho nos Jogos.
Na final coletiva realizada no dia 13 de agosto, a norte-americana competiu novamente nas paralelas assimétricas e, agora com a segunda maior nota da equipe, 15,750, elevou a colocação do time nessa rotação para o segundo lugar. No entanto, com a terceira posição na bateria dos exercícios de solo, a seleção totalizou 186,525, pouco mais de dois pontos da soma das primeiras colocadas, as anfitriãs, que venceram a disputa com um total de 188,900.

## Principais resultados
| Ano  | Evento                                    | AA                | Equipe           | Salto sobre o cavalo | Trave             | Barras assimétricas | Solo             |
| ---- | ----------------------------------------- | ----------------- | ---------------- | -------------------- | ----------------- | ------------------- | ---------------- |
| 2000 | Copa Porto Rico (júnior)                  | Medalha de ouro   |                  |                      | Medalha de ouro   | Medalha de prata    | Medalha de ouro  |
| 2002 | Campeonato Nacional Americano (júnior)    | Medalha de bronze |                  |                      | Medalha de bronze | 5º                  | Medalha de prata |
| 2003 | Copa dos Campeões                         | 10º               |                  |                      | 6º                | 7º                  |                  |
| 2003 | Jogos Pan-Americanos                      | Medalha de ouro   | Medalha de ouro  |                      | Medalha de bronze | Medalha de ouro     |                  |
| 2003 | Campeonato Mundial de Ginástica Artística |                   | Medalha de ouro  |                      | 6º                | Medalha de ouro     |                  |
| 2004 | Copa do Mundo – Birmingham                |                   |                  |                      |                   | Medalha de ouro     |                  |
| 2005 | Copa América                              |                   |                  |                      | Medalha de bronze | Medalha de ouro     |                  |
| 2005 | Campeonato Mundial de Ginástica Artística | Medalha de ouro   |                  |                      | Medalha de prata  | Medalha de prata    |                  |
| 2006 | Campeonato Mundial de Ginástica Artística |                   | Medalha de prata |                      |                   |                     |                  |
| 2007 | Copa Toyota                               |                   |                  |                      | Medalha de prata  |                     | Medalha de ouro  |
| 2008 | Pré-Olímpico                              | Medalha de bronze |                  | 15º                  | Medalha de prata  | Medalha de prata    | Medalha de prata |
| 2008 | Jogos Olímpicos                           |                   | Medalha de prata |                      |                   |                     |                  |
| 2011 | Campeonato Nacional Americano             | 8º                |                  |                      | Medalha de prata  |                     | 6º               |

## Aparições públicas
Chellsie Memmel é também conhecida fora dos ginásios de competição. Em 2003, após três vitórias no Pan-Americano de Santo Domingo, doou para Gabe's My Heart, Inc uma parte de cada prêmio que recebeu por elas. Seu nome ainda está veiculado a empresa GK Elite Sportswear, pela qual é garota-propaganda junto a Shawn Johnson, Nastia Liukin, Jana Bieger e Jonathan Horton.
Entre suas aparições, está um comercial da Johnson & Johnson de 2008, no qual, ao lado de outros olímpicos, como Paul e Morgan Hamm, teve sua história contada até a chegada à cidade de Pequim para os Jogos Olímpicos, em uma campanha da Johnson e da NBC para promover uma interação maior entre atletas e fãs, e a turnê dos Gymnastics Superstars, que percorreu os Estados Unidos entre setembro e novembro de 2008. A ginasta ainda participou de um ensaio da revista Vogue junto à Annie Leibovitz e de suas companheiras de equipe e medalhistas mundiais, Shawn Johnson, Nastia Liukin e Alicia Sacramone.